# Opuntia pailana
Espèce
Classification phylogénétique
Synonymes
Statut CITES
Opuntia pailana est une espèce du genre Opuntia de la famille des Cactaceae. Elle porte le nom de la sierra de la Paila dans l'État de Coahuila (Mexique) où elle a été découverte.

## Description
La première description a été publiée par Wilhelm Weingart en 1929 dans l'ouvrage Monatsschrift der Deutschen Kakteen-Gesellschaft. Band 1, Nummer 9, 1929, S. 167–169.
Comme la plupart des espèces du genre Opuntia, Opuntia pailana se présente comme une plante arbustive avec des cladodes (articles en forme de raquette). Elle peut atteindre une hauteur d'un mètre.
Les cladodes sont de couleur bleu-vert, tournant avec le temps au vert jaunâtre, de 10  à   14 centimètres de long et jusqu'à 9 centimètres de large. Les aréoles de couleur foncée portent des glochides gris jaunâtre, avec de longs cheveux de trichome.
Les aréoles portent aussi des épines de 2  à   3 centimètres de long de couleur blanchâtre avec parfois des bandes de couleur plus foncé. Elles sont habituellement trois, ou de six à huit sur les plantes plus âgées.